# مسند ابن أبي أوفى
مسند ابن أبي أوفى هو أحد كتب أسانيد الحديث، ألفه الحافظ ابن صاعد (228 هـ - 318 هـ)، أورد المؤلف في كتابه سبعة وثلاثين نصا مسندا، حيث رتبها على أسماء تلاميذ الحافظ عبد الله بن أبي أوفى، فيقول حديث فلان عن ابن أبي أوفى، ويذكر تحت كل تلميذ حديثا واحدا وإن تعددت الأسانيد فيه، فإن روى متنا ثانيا لنفس الحديث قال حديث آخر ثم ساق تحت هذا العنوان ما بدا له من النصوص، كما وأن المؤلف لم يرتب أسماء تلاميذ ابن أبي أوفى على ترتيب معين بل جعلها بغير ترتيب، ولم يجرد الكتاب للمرفوع فقط، بل أدخل فيه الموقوفات وضم فيه الصحيح إلى غير الصحيح.